# Santé en Angola

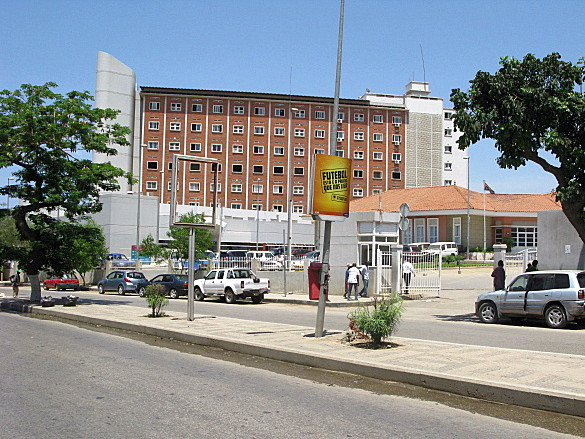
Maternité Lucrécia Paím à Luanda.

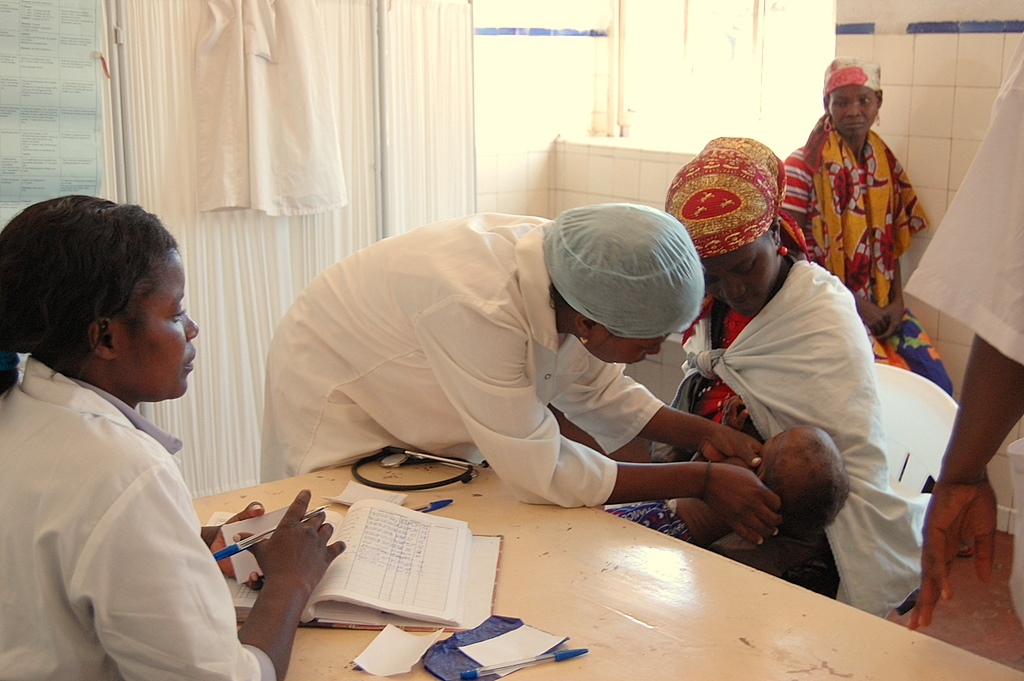
Traitement contre le paludisme.

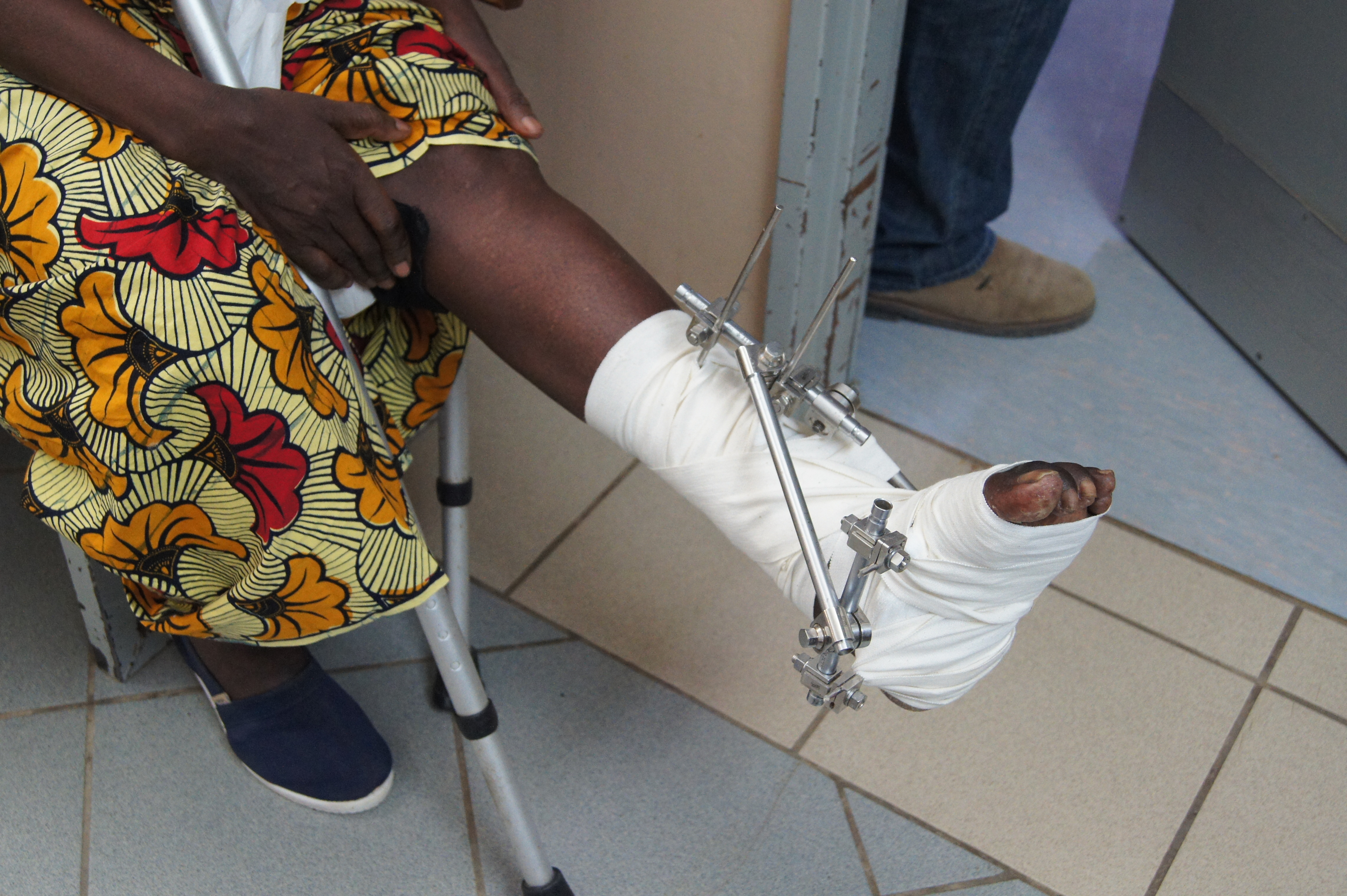
Pose d'un fixateur externe.

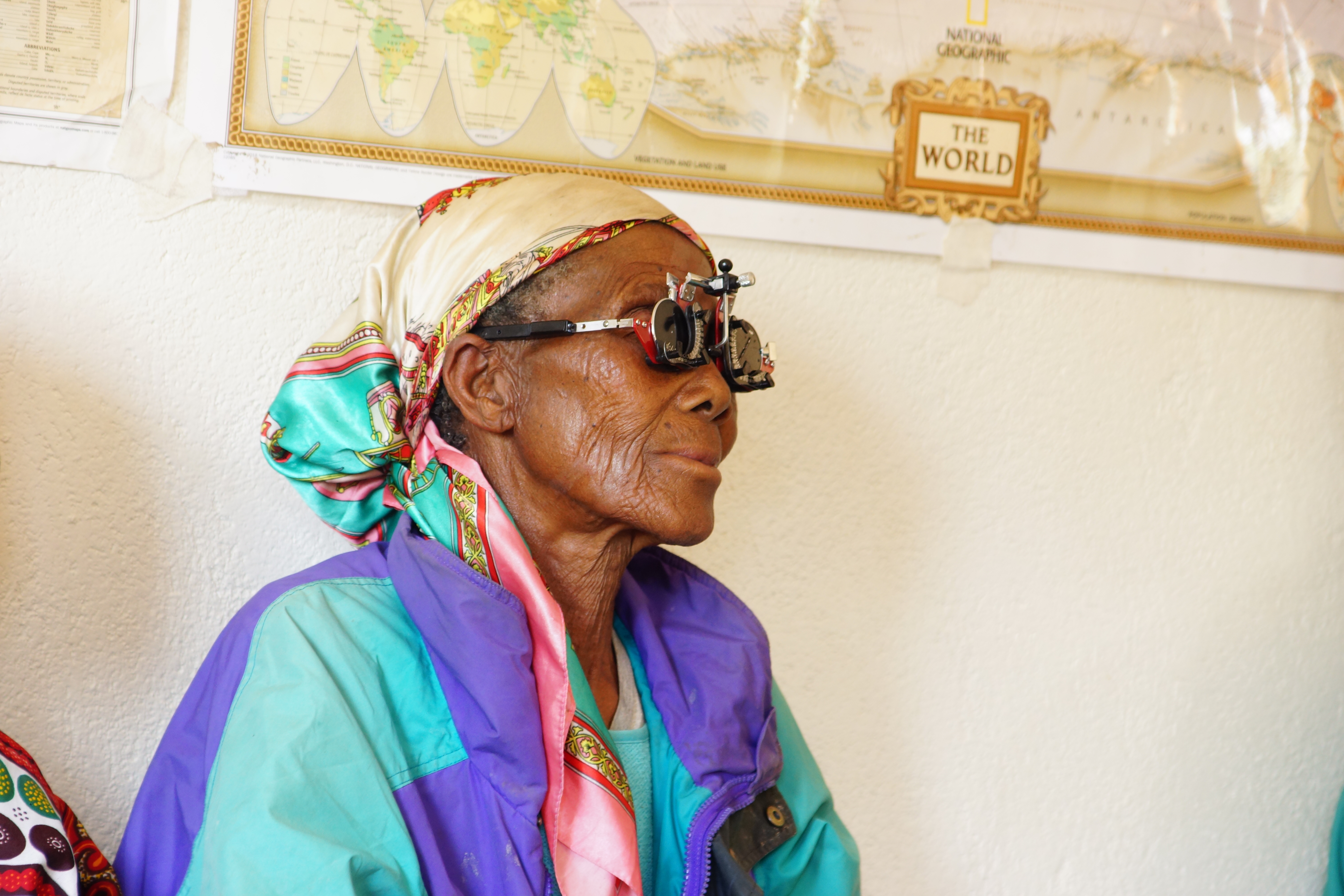
Après une opération de la cataracte, dans l'est du pays.

Cet article évoque les problèmes de santé en Angola.

## Paludisme
Le paludisme est responsable du décès de 40 enfants de moins de 5 ans par jour.

## Accès à l'eau potable
D’après un rapport de l’UNICEF paru au mois de septembre 2008, alors que le pays a connu une croissance économique de 24 % en 2007, « seuls 31 % des enfants angolais ont un accès adéquat à des installations sanitaires correctes » . Selon l’organisme humanitaire, cela provoque l’apparition fréquente d’épidémies de choléra.
L'Angola s'est donc doté d'un ambitieux programme "l'eau pour tous" qui vise à donner accès à l'eau potable à 80 % de la population d'ici 2012.

## Fièvre de Marbourg
L’Angola connaît une épidémie de fièvre hémorragique de Marbourg qui a fait 280 morts (au 2 mai 2005), principalement dans la province d’Uige.

## Choléra
Le choléra est toujours très présent en Angola, y compris dans la capitale Luanda, surtout en saison des pluies, en raison de la difficulté d'accès à l'eau potable.